# Pentecoste
Pentecoste (en grec antic πεντηκοστή) era una taxa duanera del dos per cent que es cobrava probablement per totes les importacions i exportacions a Atenes, segons Valeri Harpocració.
Se sap que es cobrava per les robes de llana i per altres productes manufacturats, sobre bestiar i sobre el blat. El blat només es podia importar, ja que estava prohibida la seva exportació. Per les importacions el dret de pentecoste es pagava a la descàrrega, i a les exportacions segurament es pagava al moment de sortir. Els drets de cobrament de les duanes l'estat les venia al millor postor cada any, venda que es feia sota la supervisió del senat atenenc. No se sap si els diferents tipus de mercaderies es pagaven conjuntament o per separat, però el blat sempre es pagava sol. Els recaptadors del pentecoste tenien l'obligació de portar uns llibres de comptabilitat on anotaven totes les entrades, i eren de consulta pública. Per a evitar aquests impostos alguns comerciants atenencs es dedicaven al contraban.